# Publishers Weekly
Publishers Weekly (abgekürzt: PW) ist eine US-amerikanische Fachzeitschrift für Buchverlage, Buchhändler, Bibliothekare und Literaturagenten mit Sitz in New York. Die wöchentlich erscheinende Zeitschrift wird seit 1872 herausgegeben, und hat heute ihren inhaltlichen Schwerpunkt auf Kurzrezensionen von Neuerscheinungen auf dem Buchmarkt.

## Geschichte
Die Zeitschrift wurde von Frederick Leypoldt (1835–1884) gegründet, einem gebürtigen Stuttgarter, der 1854 in die USA ausgewandert war. Gemeinsam mit Henry Holt gründete er den amerikanischen Buchverlag Leypoldt & Holt. In den 1860er Jahren legte Leypoldt den Verlagssendungen zunächst ein Bulletin mit ausländischen Neuerscheinungen bei. Nach dem Vorbild des deutschen „Verzeichnis der Neuerscheinungen“ (Börsenblatt) begann Leypoldt Ende 1868 damit, monatlich ein Literary Bulletin zu veröffentlichen. Im September 1869 benannte er die Zeitschrift in Monthly Book Trade Circular um. 1871 zog sich Leypoldt aus dem Verlag zurück und konzentrierte sich auf Bibliographie und seine Zeitschrift. Im Januar 1872 änderte er die Erscheinungsweise und benannte die Zeitschrift in Publishers’ and Stationers’ Weekly Trade Circular um. Um den Neuanfang zu markieren, begann er eine neue Zählung mit Vol. 1, Nr. 1. Dies gilt als offizielles Gründungsdatum der Zeitschrift. 1873 benannte er die Zeitschrift in The Publishers’ Weekly um, damals noch mit Apostroph. 1879 geriet Leypoldt in finanzielle Schwierigkeiten, und R. R. Bowker kaufte den Verlag als Investor. Nach dem Tod Leypoldts stieg Bowker auch in die Leitung ein, die er bis 1933 innehatte.
Die Zeitschrift fungierte als kollektiver Katalog mehrerer amerikanischer Buchverlage. Diese listenförmigen Ankündigungen von Neuerscheinungen wurden Buchhändlern zugestellt, welche ihre Bestellungen rechtzeitig abgeben konnten. Mit der Zeit kamen zu den Neuerscheinungslisten Artikel und Buchrezensionen hinzu. Die ersten Bücher-Bestseller-Listen erschienen 1895 in der Zeitschrift The Bookman. 1912 begann auch Publishers Weekly damit, eigene Bestseller-Liste zu ermitteln und zu veröffentlichen. Zuerst erschien nur eine gemeinsame Liste für Belletristik und Sachbücher, die 1917 getrennt wurde.
Im 20. Jahrhundert wurde Publishers Weekly stark von Frederic G. Melcher (1879–1963) beeinflusst, der 1918 zusammen mit Bowker leitender Redakteur der Zeitschrift wurde. Nachdem Bowker 1933 verstorben war, übernahm Melcher den Vorstandsvorsitz des Verlagshauses, das er bis 1959 leitete. Danach wurde er Aufsichtsratsvorsitzender. 1985 übernahm die britische Mediengruppe Reed International den Verlag R R Bowker und damit auch die Zeitschrift Publishers Weekly. 2010 erwarb George W. Slowik Jr., ehemals Herausgeber der Zeitschrift, Publishers Weekly von Reed Business Information. Herausgeber Cevin Bryerman und die beiden Chefredakteure Jim Milliot und Michael Coffey bleiben im Amt.

## Zugriff auf das digitale Archiv
Für Benutzer mit Wohnsitz in Deutschland ist das digitale Archiv von Publishers Weekly seit 2022 mit einer Moving Wall von einem Jahr als Nationallizenz vollständig verfügbar. Es kann im Volltext durchsucht werden.